# Chamillionaire
Hakeem Seriki (Washington, 28 november 1979), beter bekend onder zijn artiestennaam Chamillionaire, is een Amerikaanse rapper uit Houston, Texas.
Chamillionaire is een van de oorspronkelijke leden van The Color Changin' Click; andere rappers die deze groep heeft voortgebracht zijn: z'n broer Rasaq, 50/50 Twin, Lew Hawk, Yung Ro en Paul Wall. Chamillionaire won een Grammy Award in de categorie Best Rap Performance by a Duo or Group, samen met Krayzie Bone, voor zijn nummer 1-single Ridin. Hij presenteerde ook een aflevering van het televisieprogramma Pimp My Ride, omdat de vaste presentator Xzibit die dag afwezig was.

## Biografie
Hakeem Seriki werd geboren in Washington, maar verhuisde toen hij vier was met zijn ouders naar Houston in Texas. Om zijn familie te onderhouden, had hij later verschillende baantjes. Zo bevoorraadde hij als tiener onder andere vrachtwagens en transporteerde hij bloed en urine voor een medisch laboratorium.
Op 15-jarige leeftijd besloot Chamillionaire samen met zijn vriend Paul Wall om in de muziek carrière te maken. Wall en hij werden steeds bekender en ze kwamen daardoor terecht bij een populaire dj uit het noorden van Houston: Michael '5000' Watts, de eigenaar van Swishahouse. Na enkele freestyles te hebben gerapt, was Watts zo onder indruk dat hij hen een contract liet tekenen bij zijn label.
Chamillionaire maakte voornamelijk mixtapes, die in Texas populair werden. Cham heeft ook gewerkt met Slim Thug. Hoewel ze veel mixtapes hebben gemaakt, bleek dat deze mixtapes niet in grote hoeveelheden werden verkocht. Ze verdienden hier erg weinig mee. Nadat Slim Thug het label had verlaten, startte Chamillionaire samen met Wall een groep: The Color Changin' Click (CCC). De leden van The Color Changin' Click maakten mixtapes bij Paid in Full Entertainment. De eigenaar hiervan was DJ Madd Hatta, die ook dj was bij de radiozender van Houston: 97.9 The Box. Het eerste album van de CCC was Get Ya Mind Correct, waarvan 100.000 exemplaren werden verkocht.
Door de successen van het album en de mixtapes werd de aandacht van verschillende labeleigenaren getrokken. Hoewel dit hun kans was om ergens onder contract te komen, besloten ze om onafhankelijk te worden. Terwijl Chamillionaire met zijn groep werkte aan zijn tweede album, besefte hij dat hij en Wall te veel verschilden in creativiteit. Ze besloten om elk hun eigen soloalbums uit te brengen. De spanning tussen de twee bleef stijgen, en Chamillionaire werd ontevreden met de situatie bij het Paid-in-Full-label. Hij verliet het label en zijn bijna complete tweede album en begon aan een eigen label: Chamillitary. Wall bleef bij Swishahouse.
In 2007 bracht hij zijn tweede album uit: Ultimate Victory. Hiervan werden in de eerste week 79.000 exemplaren verkocht in de Verenigde Staten.

## Persoonlijk
Seriki's vader is moslim en zijn moeder een christen. Hij is van Nigeriaans-Amerikaanse afkomst. Zijn broer Rasaq is ook een rapper.

## Discografie

### Albums
| Album met eventuele hitnotering(en) in de Nederlandse Album Top 100 | Datum van verschijnen | Datum van binnenkomst | Hoogste positie | Aantal weken | Opmerkingen |
| ------------------------------------------------------------------- | --------------------- | --------------------- | --------------- | ------------ | ----------- |
| The Sound of Revenge                                                | 2005                  | 22-11-2005            |                 |              |             |
| Ultimate Victory                                                    | 2007                  | 18-09-2007            |                 |              |             |
| Elevate EP                                                          |                       |                       |                 |              |             |
| Reignfall                                                           |                       |                       |                 |              |             |

### Singles
| Single met eventuele hitnotering(en) in de Nederlandse Top 40 | Datum van verschijnen | Datum van binnenkomst | Hoogste positie | Aantal weken | Opmerkingen                                                                             |
| ------------------------------------------------------------- | --------------------- | --------------------- | --------------- | ------------ | --------------------------------------------------------------------------------------- |
| Draped Up (Remix)                                             | 2005                  |                       |                 |              | met Bun B, Lil' Keke, Slim Thug, Paul Wall, Mike Jones, Aztek Escobar, Lil' Flip & Z-Ro |
| Turn it Up                                                    | September 2005        |                       |                 |              | met Lil' Flip                                                                           |
| Ridin'                                                        | Maart 2006            |                       |                 |              | met Krayzie Bone                                                                        |
| Grown and Sexy                                                | 12-07-2006            | November 2006         |                 |              |                                                                                         |
| Get Up                                                        |                       | 25-07-2006            |                 |              | met Ciara                                                                               |
| That Girl                                                     |                       | 2006                  |                 |              | met Frankie J                                                                           |
| Bet That                                                      | September 2006        |                       |                 |              | met Trick Daddy & Goldrush                                                              |
| King Kong                                                     | December 2006         |                       |                 |              | met Jibbs                                                                               |
| Dope Boy Fresh                                                | 02-01-2007            |                       |                 |              | met Three 6 Mafia                                                                       |
| I Know You Want That                                          | Februari 2007         |                       |                 |              | met Big Tuck                                                                            |
| Hip Hop Police                                                |                       | 22-06-2007            |                 |              | met Slick Rick                                                                          |
| Won't Let You Down (Texas Takeover Remix)                     |                       | November 2007         |                 |              | met K-Ci, Z-Ro, Trae, Mike Jones, Paul Wall, Slim Thug, UGK & Lil' Keke                 |
| Creepin' Solo                                                 |                       | December 2008         |                 |              | met Ludacris                                                                            |
| Good Morning                                                  |                       | Oktober 2009          |                 |              | met Solo                                                                                |
| When Ya on                                                    |                       | Januari 2011          |                 |              | met Nipsey Hussle                                                                       |

### Samenwerkingsalbums
| Album met eventuele hitnotering(en) in de Nederlandse Album Top 100 | Datum van verschijnen | Datum van binnenkomst | Hoogste positie | Aantal weken | Opmerkingen                  |
| ------------------------------------------------------------------- | --------------------- | --------------------- | --------------- | ------------ | ---------------------------- |
| Get Ya Mind Correct                                                 | 2002                  | 25-06-2002            |                 |              | met Paul Wall                |
| Controversy Sells                                                   | 2005                  | 25-01-2005            |                 |              | met Paul Wall                |
| Chamillitary                                                        | 2005                  | 10-05-2005            |                 |              | met The Color Changin' Click |
| Big Business                                                        | 2005                  | 2005                  |                 |              | met Stat Quo                 |
| Houston We Have a Problem                                           | 2005                  |                       |                 |              | met DJ Obscene               |
| The Truth                                                           | 2005                  |                       |                 |              | met DJ Obscene               |
| Tippin’ Down 2005                                                   | 2005                  |                       |                 |              | met The Color Changin' Click |
| Chamillitary                                                        | 2005                  |                       |                 |              | met The Color Changin' Click |
| Late Summer 2k5                                                     | 2005                  |                       |                 |              | met OG Ron C                 |
| What It Dew                                                         | 2005                  |                       |                 |              | met DJ Rapid Ric             |
| Big Business                                                        | 2005                  |                       |                 |              | met Stat Quo                 |
| Man On Fire                                                         | 2005                  |                       |                 |              | TBA                          |
| Money, Power, and Fame                                              | 2008                  |                       |                 |              | met Famous                   |
| Hangin out wit' Mr.Koopa                                            | 2009                  | 03-01-2009            |                 |              | met DJ Tosin                 |
| Major pain                                                          | 2009                  | 02-02-2010            |                 |              |                              |
| Venom                                                               | 2009                  | TBA                   |                 |              |                              |

### Compilaties
| Album met eventuele hitnotering(en) in de Nederlandse Album Top 100 | Datum van verschijnen | Datum van binnenkomst | Hoogste positie | Aantal weken | Opmerkingen |
| ------------------------------------------------------------------- | --------------------- | --------------------- | --------------- | ------------ | ----------- |
| Greatist Hits                                                       | 2005                  |                       |                 |              |             |
| Best of... Continued                                                | 2005                  |                       |                 |              |             |
| Greatest Hits 2                                                     | 2005                  |                       |                 |              |             |
| Best of... Continued Part 2                                         | 2005                  |                       |                 |              |             |

### Mixtapes
| Album met eventuele hitnotering(en) in de Nederlandse Album Top 100 | Datum van verschijnen | Datum van binnenkomst | Hoogste positie | Aantal weken | Opmerkingen |
| ------------------------------------------------------------------- | --------------------- | --------------------- | --------------- | ------------ | ----------- |
| Chamillionaire’s Greatest Hits                                      | 2003                  |                       |                 |              |             |
| Mixtape Messiah                                                     | 2004                  |                       |                 |              |             |
| Mixtape Messiah 2                                                   | 2006                  |                       |                 |              |             |
| Mixtape Messiah 3                                                   | 2007                  |                       |                 |              |             |
| Mixtape Messiah 4                                                   | 2008                  |                       |                 |              |             |
| Mixtape Messiah 5                                                   | 2008                  |                       |                 |              |             |
| Mixtape Messiah 6                                                   | 2009                  |                       |                 |              |             |
| Mixtape Messiah 7                                                   | 2009                  |                       |                 |              |             |

- Bibliothèque nationale de France: cb15107370q (data)
- Gemeinsame Normdatei: 135462142
- International Standard Name Identifier: 0000 0000 5523 4913
- Library of Congress Control Number: no2006088429
- MusicBrainz: 4fbc55bb-61be-4eb7-b4b4-c08c68b4e060
- Virtual International Authority File: 29827921
- WorldCat: E39PBJfRyHfrM8jWQY8QrgKjmd